# Kloster Oesede
Kloster Oesede ist ein früheres Benediktinerinnenkloster in Georgsmarienhütte im Landkreis Osnabrück in Niedersachsen. Das Kloster gab einem östlich von Oesede gelegenen Stadtteil von Georgsmarienhütte seinen Namen; die einstige, südlich des Klosters gelegene, Bauerschaft Kloster Oesede hieß vor der Klostergründung „Sutorpe“. Die unter Denkmalschutz stehende frühere Klosterkirche, heute katholische Pfarrkirche St. Johann, ist das bedeutendste Baudenkmal der Stadt Georgsmarienhütte. Eine bauliche Besonderheit der Klosterkirche ist das mittelalterliche Hagioskop, auch „Pestfenster“ oder „Lepraspalte“ genannt. Das Kloster war das erste Frauenkloster im Landkreis Osnabrück. Es bestand 633 Jahre lang bis 1803.

## Geschichte des Benediktinerinnenklosters
Das Kloster wurde in der zweiten Hälfte des 12. Jahrhunderts von Graf Ludolf von Oesede (ca. 1100–1184) und seiner Frau Thedela von Schwalenberg (ca. 1105–1170) gestiftet. Der Graf stellte dafür seine Stammburg zur Verfügung. Das Kloster wurde der Jungfrau Maria, dem Heiligen Kreuz und Johannes dem Täufer geweiht. In dem Kloster sollten die Töchter des Grafen, die nicht verheiratet werden konnten, eine sichere Heimstatt finden. Goda, die älteste Tochter, war bereits Ordensfrau im Benediktinerinnenkloster Willebadessen in der Diözese Paderborn gewesen. Sie kehrte in ihre Heimat zurück und wurde die erste Priorin, ihre Schwester Regenwita Küsterin. Die Edlen von Oesede verzichteten 1247 auf die Vogtei über das Kloster. 
Ab 1481 gehörte das Kloster zur Bursfelder Kongregation.
Im Jahr 1738 erhielt das Kloster Oesede vom Heiligen Stuhl den Status einer Abtei. Im Jahr 1803 (während der Franzosenzeit in Deutschland) wurde die Abtei säkularisiert. Das Kloster ging 1818 in das Eigentum der Klosterkammer Hannover des Königreichs Hannover als Nachfolger des während des Wiener Kongresses 1815 aufgelösten Hochstifts Osnabrück über. Im Jahr 1832 erwarb die politische Gemeinde Kloster Oesede das Eigentum der Klosterkammer auf ihrem Gebiet.

## Das Kloster als Wirtschaftseinheit
Gemäß dem Benediktinermotto: „Ora et labora“ lebten von Anfang an die Nonnen von Kloster Oesede zurückgezogen innerhalb ihrer Klostermauern, mit rigiden Zugangsbeschränkungen für ihren Wohnbereich. Zur Wahrung der Klosterklausur war der Klosterbezirk von einer Mauer umgeben. Alle Bewegungen in den Klosterbezirk hinein und aus ihm heraus erfolgten durch die Klosterpforte hindurch. Andererseits pflegten die Benediktinerinnen rege Kontakte mit ihrem Umfeld in Form der Inanspruchnahme von Arbeitsleistungen, der Verpachtung von Grundstücken, der Teilhabe an Produktionsbetrieben und des Warenhandels. 
Am 15. Januar 1170 nahmen die ersten Ordensfrauen die Arbeit auf. Die Nonnen des Klosters Oesede waren auf eigenen Besitz oder auf Unterstützung ihrer Familie angewiesen, denn sie bekamen vom Orden zwar Unterkunft und Nahrung, jedoch keine Kleidung gestellt. Sie verdienten sich Geld mit Handarbeiten, deren Erlös ihr Eigentum blieb. Nicht wenige verfügten über ein ansehnliches Vermögen. Dieses nutzten sie von Anfang an zum Erwerb von Höfen in der Nachbarschaft des Klosters. Die von frühen Käufen betroffenen Bauern und deren Nachkommen hatten bis zur Schließung des Klosters den Status von Leibeigenen bzw. „Eigenhörigen“ ihrer geistlichen „Herrinnen“. Die Benediktinerinnen erwarben im Laufe der Jahrhunderte eine große Zahl von Grundstücken im Umfeld des Klosters. Am 9. März 1696 kaufte die Gemeinschaft der Nonnen Kloster Oesedes das Haus Brinke. Die Besonderheit des Guts bestand in seiner Landtagsfähigkeit, die durch den Kauf auf das Kloster überging. Zu dem Gut gehörten um 1700 sogenannte „Brinkerfreie“ im Status von Kolonen.
Vom 16. bis 18. Jahrhundert betrieb das Kloster Steinkohleabbau im Raum Borgloh. Eine wichtige Quelle des Wohlstandes der Nonnen von Kloster Oesede waren die im Tal der Düte und des Schlochterbachs angelegten Teiche. Sie dienten vor allem der Fischzucht. Das aufgestaute Wasser wurde als Antrieb mehrerer Wassermühlen genutzt, die der Verarbeitung von Lebensmitteln, aber auch von Stoffen für die Herstellung von Textilien dienten.
Neben Nonnen lebten Laienschwestern im Klosterbezirk des Konvents Oesede. Sie stammten aus Bauern-, Handwerker- und Bürgerfamilien der Region. Ihre Aufgabe bestand in Arbeiten im Haus, in der Küche und auf dem Feld sowie im Backhaus. Daneben brauten sie Bier, ein nahrhaftes Starkbier.
Die Oeseder Benediktinerinnen widmeten sich auch der Wohlfahrt. Sie versorgten notleidende Einwohner des Kirchspiels mit Nahrung. Die Armen erreichten den Eingang zur Klosterküche über die so genannte Hungertreppe. Im Norden des östlichen Langhauses der Klosterkirche wurde um 1980 ein Hagioskop freigelegt. Durch die Wandöffnung konnten Leprakranke und andere von der Teilnahme an der Messe ausgeschlossene Menschen auf den Altar sehen. Auch die katholische Schlosskirche im benachbarten Bad Iburg hat ein – allerdings inzwischen zugemauertes – Hagioskop.

## Das ehemalige Kloster ab 1803
Das Kloster Oesede wurde 1803 aufgelassen, nachdem die Klöster in den an Frankreich gefallenen Gebieten entsprechend dem Reichsdeputationshauptschluss säkularisiert worden waren. Eine staatliche Kommission erklärte das Kloster am 14. Februar 1803 für geschlossen. Letzte Äbtissin war Henriette Mechtild von Schmittmann. Die Nonnen mussten das Kloster bis zum 1. April 1803 räumen; ihnen wurde eine jährliche Pensionszahlung zugesagt. Am 12. April 1803 wurde das Klosterinventar verkauft, das Kirchensilber und liturgische Geräte blieben in der Klosterkirche. Sie wurde die Gemeindekirche des Dorfes Kloster Oesede. Pater Garrelmann versah weiterhin als Kaplan den Gottesdienst. Das Klostergebäude und die dem Orden gehörenden Ländereien und Liegenschaften gingen an die Klosterkammer, also in staatlichen Besitz über. Im 19. Jahrhundert kaufte die Bauerschaft Kloster Oesede die Kirche und das Kloster von der Klosterkammer.
1904 wurde die Kirche zur Pfarrkirche. Inzwischen gehört die Pfarrei zur Pfarreiengemeinschaft Georgsmarienhütte Ost im Bistum Osnabrück.

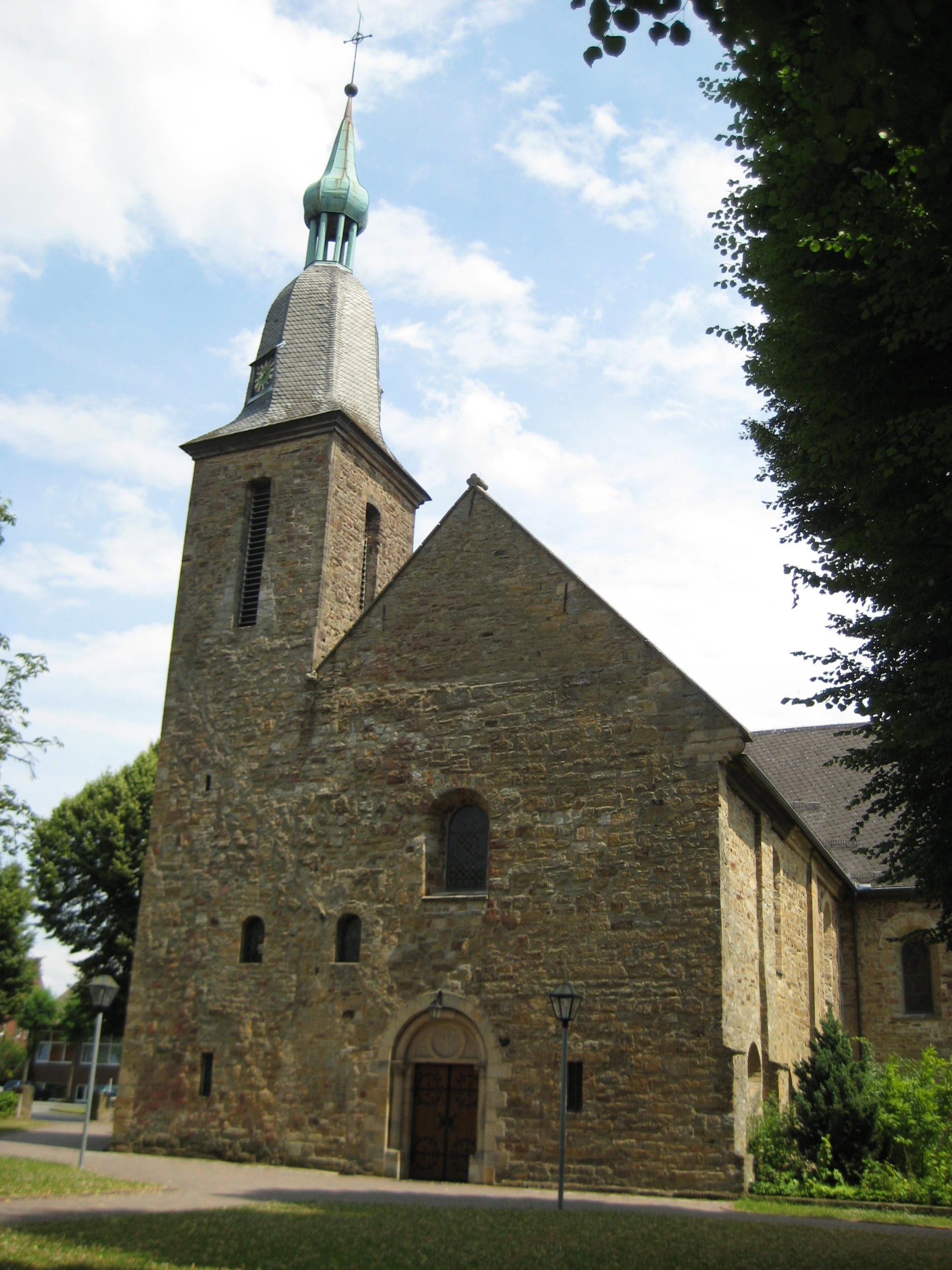
Die ehemalige Klosterkirche St. Johann

## Erhalten gebliebene Bauten, vorhandenes Inventar
Abgesehen von der St. Johann genannten ehemaligen Klosterkirche sind heute noch zwei weitere Gebäude des ehemaligen Klosterkomplexes erhalten: das Konventgebäude und das Torhaus mit der Klosterpforte.

### Klosterkirche (Bauwerk)
Von ursprünglich zwei Kirchtürmen der Klosterkirche besteht noch einer. Er trägt eine barocke Turmhaube.
In der im 12. Jahrhundert errichteten ehemaligen Klosterkirche findet sich an einer Wand im rechten Querschiff die Grabplatte des Stifters Graf Ludolf († 1184) und seiner Frau Thedela. Das Stifterpaar hält gemeinsam ein Modell des Klosters in den Händen. Der Graf hält in seiner linken Hand ein Schild mit dem Wappen der Oeseder Grafen, das einen schreitenden Löwen zeigt.

### Klosterkirche (Inventar)

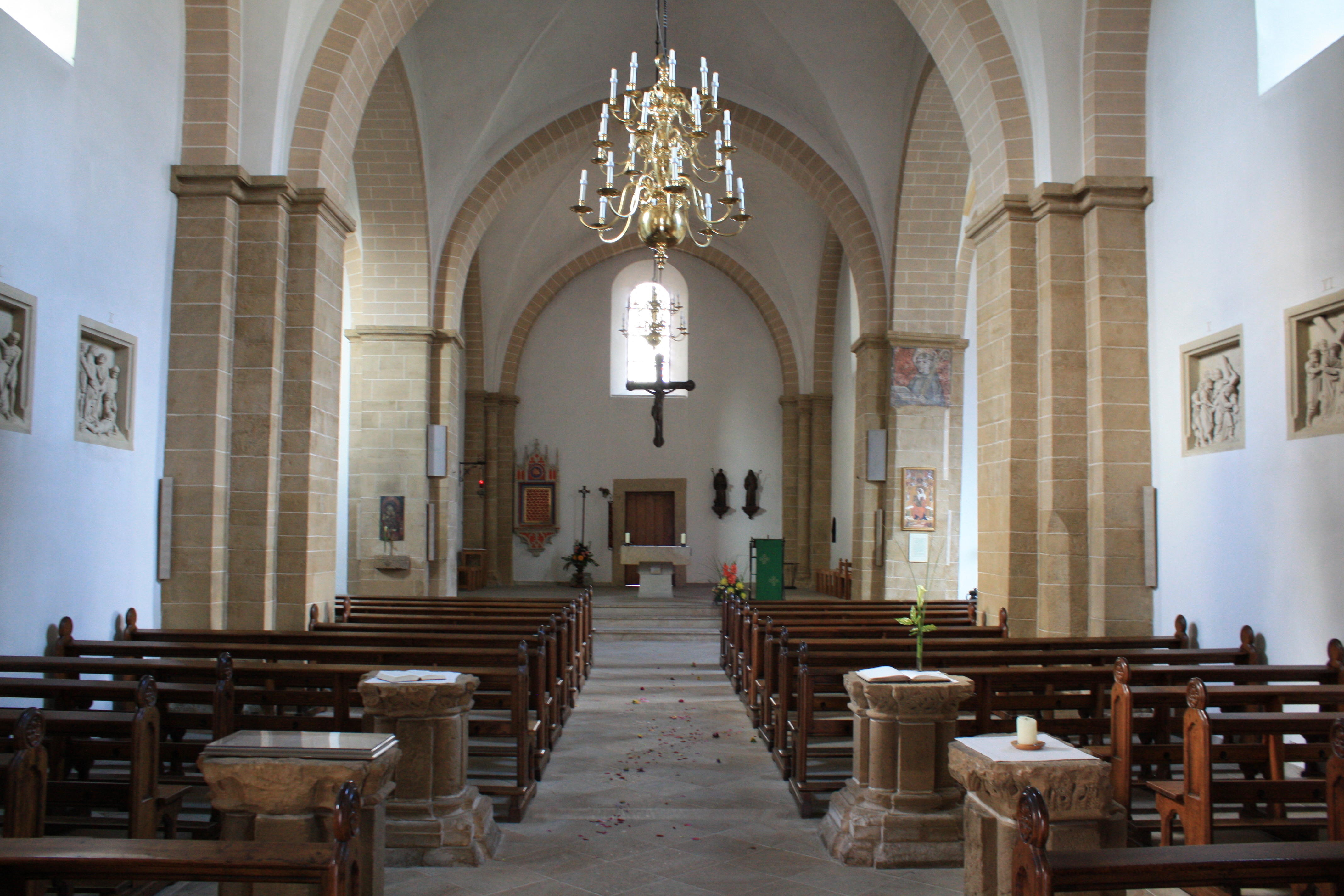
Innenansicht der ehemaligen Klosterkirche

#### Gnadenbild
Das Gnadenbild „Maria im Kindbett“, das in der ersten Hälfte des 15. Jahrhunderts entstand, geht auf den ersten Oeseder Propst Theoderich (* 1170) zurück. Das Gnadenbild soll 1225 von der heiligen Elisabeth von Thüringen und ihrem Gemahl, dem Landgrafen von Hessen dem Kloster übereignet worden sein. Auf Theoderich folgte Propst Bernhard, der den Marienaltar stiftete. Dieser wurde am 24. Mai 1203 von Bischof Gerhard geweiht. An einem Vierungspfeiler ist eine Wandmalerei erhalten. Das rotgrundige Fresko aus der Mitte des 15. Jahrhunderts zeigt den heiligen Benedikt mit dem aufgeschlagenen Buch der Ordensregel. 

#### Orgel

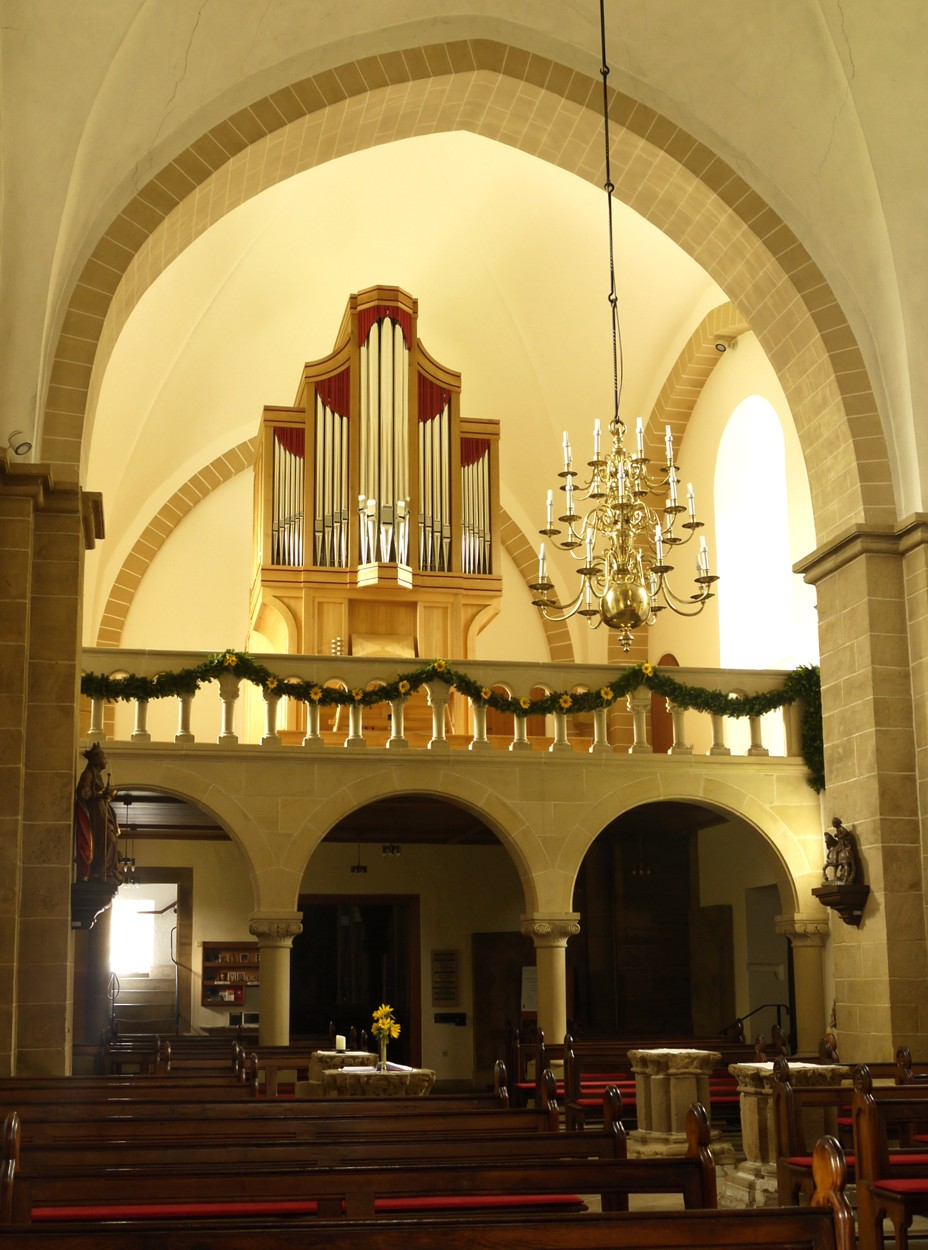
Orgel der ehemaligen Klosterkirche

Nachdem bei der Renovierung der Kirche 1985 die aus dem Jahr 1901 stammende Orgel entfernt wurde, blieb das Gotteshaus bis 2017 ohne angemessenes Instrument. Die neue Orgel wurde von Freiburger Orgelbau Hartwig und Tilmann Späth unter Verwendung von 200 eingelagerten Pfeifen aus dem alten Instrument erbaut, die ältesten stammen von etwa 1670. Die Register des Zweiten Manuals werden über Wechselschleife aus dem Ersten Manual spielbar gemacht.
| I. Manual C–g3 |                 |        |   |
| 1.             | Bourdon         | 16′    | h |
| 2.             | Prinzipal       | 8′     |   |
| 3.             | Salicional      | 8′     | h |
| 4.             | Gedackt         | 8′     | h |
| 5.             | Oktave          | 4′     |   |
| 6.             | Rohrflöte       | 4′     |   |
| 7.             | Nasat           | 2 ⁄3′  | h |
| 8.             | Oktave          | 2′     |   |
| 9.             | Flöte           | 2′     | h |
| 10.            | Terz            | 1 3⁄5′ |   |
| 11.            | Mixtur III–IV   | 1 ⁄3′  |   |
| 12.            | Trompete        | 8′     |   |
| 13.            | Basson-Hautbois | 8′     |   |

| II. Manual C–g3            |        |   |
| Salicional (= Nr. 3)       | 8′     | h |
| Gedackt (= Nr. 4)          | 8′     | h |
| Oktave (= Nr. 5)           | 4′     |   |
| Rohrflöte (= Nr. 6)        | 4′     |   |
| Nasat (= Nr. 7)            | 2 ⁄3′  | h |
| Flöte (= Nr. 9)            | 2′     | h |
| Terz (= Nr. 10)            | 1 3⁄5′ |   |
| Trompete (= Nr. 12)        | 8′     |   |
| Basson-Hautbois (= Nr. 13) | 8′     |   |

| Pedal C–f1 |           |     |   |
| 14.        | Subbass   | 16′ | h |
|            | Oktavbass | 8′  |   |
| 15.        | Fagott    | 16′ |   |

- Koppeln: I/P, II/P, II/I, Sub II (durchkoppelnd)
- Spielhilfe: Tremulant
- Anmerkungen:

1. ↑  Ab c1 offen.
2. ↑  Ab c0 offen.
3. ↑  Kombiniert mit Subbass 16'.

h = Register enthält historisches Pfeifenmaterial

### Nebengebäude
In dem früheren Klosterkomplex befinden sich heute Pfarrwohnungen, das Pfarrbüro, Versammlungsräume der Kirchengemeinde, eine Niederlassung des Ordens der Schwestern der Heiligen Anna von Bangalore und die Graf-Ludolf-Schule.

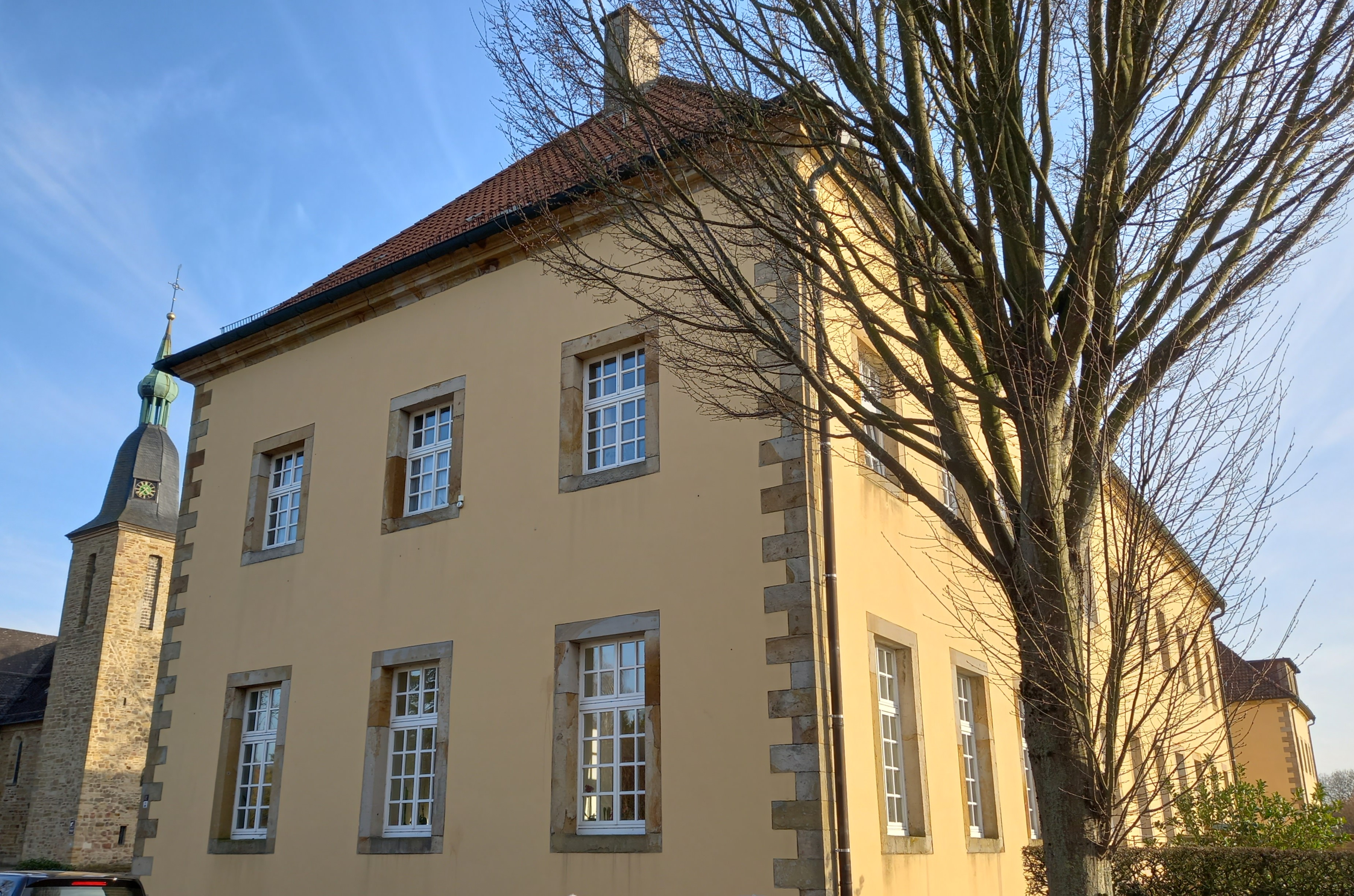
Neubau von 1723 unmittelbar neben der Kirche St. Johann

Ein zweistöckiger Neubau wurde neben der Klosterkirche um 1723 von dem Architekten Alexander Ludwig von Corvey (1670–1728) errichtet. Die westliche Seite des Barockgebäudes ist zu 25 Fensterachsen gegliedert. Das Konventgebäude hat den Grundriss der münsterischen Adelshäuser. Eine vermutlich repräsentative Freitreppe auf der Westseite wurde 1929 abgerissen und durch einen Neubau ersetzt. Die so genannte Hungertreppe wurde 1983 erneuert. Erhalten blieb auch ein Rest der Klostermauer mit Torbogen.

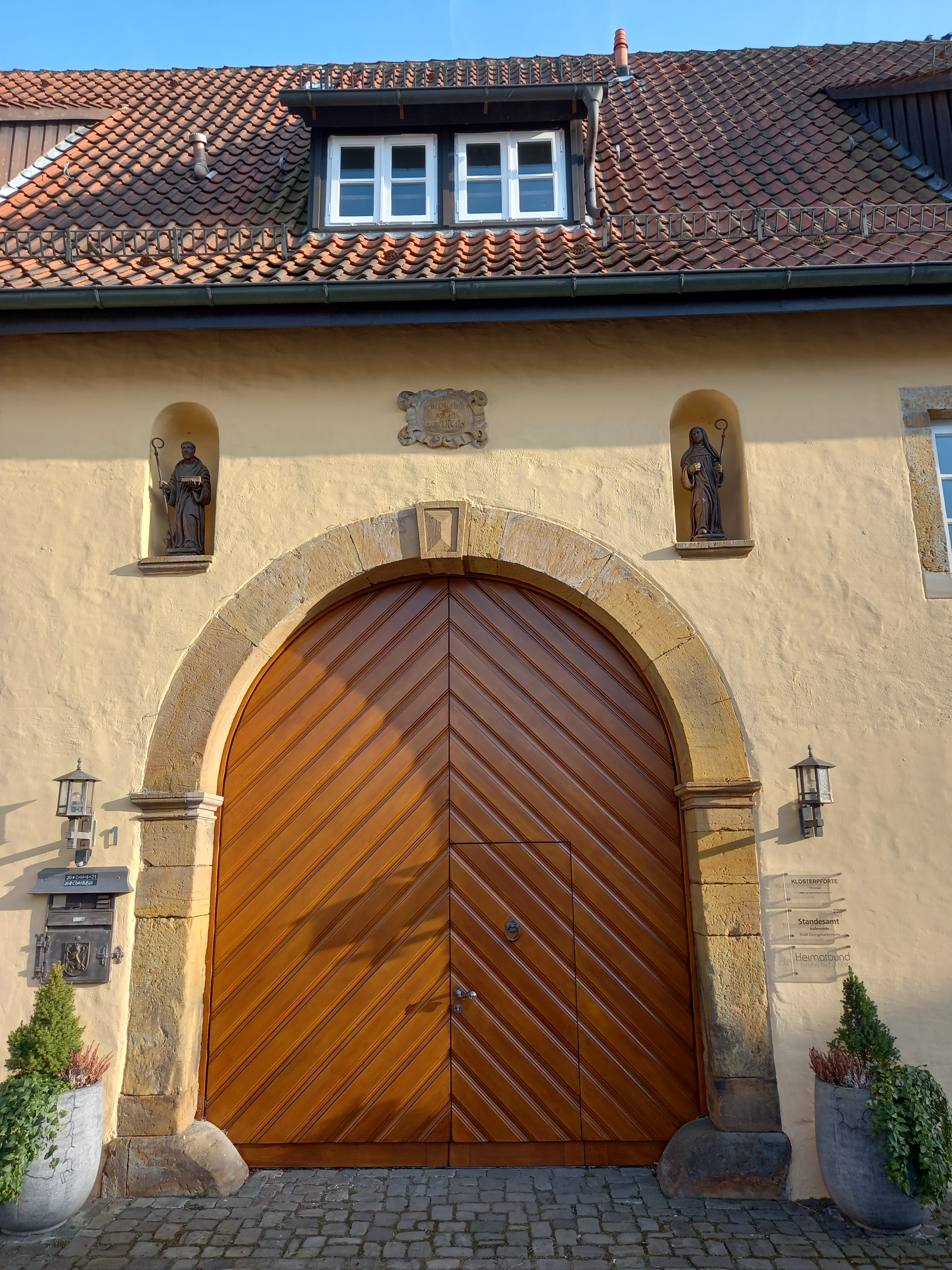
Pforte des ehemaligen Nonnenklosters Oesede

Erhalten ist außerdem das heute etwas abseits der übrigen Gebäude gelegene Torhaus im Nordwestzipfel des ehemaligen Klosterbezirks. Es stammt aus dem Jahr 1704. Das Torhaus bildete bis zur Aufhebung des Stiftes als Klosterpforte den Hauptzugang zum streng von der Ortschaft abgeschirmten Klosterbezirk und war Zugang zum Klostergarten. Über dem Eingangstor ist ein „Chronostikum“ zu sehen, ein Zahlenrätsel, das als Seltenheit gilt.

## Verkehrsanbindung
In unmittelbarer Nähe zum Klosterkomplex befindet sich der Haltepunkt Kloster Oesede des Haller Willem.